# Hunt: Showdown
Hunt: Showdown (Ло́ви: Сутичка) — це відеогра жанру шутер від першої особи, хорор, гра на виживання, розроблена компанією Crytek для платформ PC, PlayStation 4 і Xbox One. Дія гри розгортається в Луїзіані 1895 року. В грі ви граєте за мисливця на монстрів. Гра спочатку розроблялася в студії Crytek USA, яка хотіла створити духовного спадкоємця Darksiders — серію відеоігор, розроблену їх попередником Vigil Games (Crytek купили Vigil Games у THQ Nordic і перейменували у Crytek USA) — під назвою Hunt: Horrors of Gilded Age. Після оголошення в червні 2014 року Crytek USA було закрито через фінансові проблеми, і розробку було доставлено в Crytek Frankfurt. Гра під новою назвою Hunt: Showdown була оголошена у травні 2017 року. 
Hunt: Showdown було запущено в Steam у ранньому доступі 22 лютого 2018 року, а для попереднього перегляду ігор Xbox — 29 травня 2019 року. Випуск гри розпочався 27 серпня 2019 року для Microsoft Windows і вийшов на Xbox One 19 вересня 2019 року, на PlayStation 4 — 5 листопада 2019 року

## Розробка
Компанія Vigil Games, відома по серії Darksiders, була закрита THQ в 2013 році через банкрутство видавця . У той час засновник компанії Crytek Джеват Йерлі проявив інтерес до участі в торгах у місті Остін на основі їх роботи над Darksiders тільки (і тому, що Crytek вже планує створити дочірню компанію в США), він не відчував, що їхні продукти підходять з бізнес-стратегії компанії. Однак відразу ж після того, як Vigil Games була закрита, Йерлі покликав голову Vigil Games Девіда Адамса, щоб створити нову студію — Crytek USA, посилаючись на лідерські навички Адамса. У свою чергу, Crytek USA будуть наймати багато колишніх співробітників з Vigil Games. Спочатку було заявлено, що нова студія буде зосереджена на розробці нових проектів, а не домагатися відновлення прав на свої колишні. Студія намагалася відвоювати права на Darksiders — але натомість їх придбали THQ Nordic.
Hunt: Horrors of the Gilded Age було оголошено в червні 2014 року в якості першої гра Crytek USA. Hunt: Horrors of the Gilded Age мав бути кооперативної грою. Адамс згадав, що неодноразово запитували про можливість додавання кооперативу в майбутню Darksiders , і заявив, що «одна з перших речей, які ми зробимо, це кооператив на чотири-гравця. Це навіть не обговорювалося. Гра проходитиме в кінці 19-го століття, і має зброю і класи, що нагадує епоху. У відповідь на порівняння з The Order: 1886. Чергова гра від третього лиця 19-го століття, яка була представлена на E3, Адамс стверджував, що було мало подібності між іграми, відзначаючи свою увагу на кооперативі і стверджуючи, що зображення епохи в Hunt: Horrors of the Gilded Age було більш автентичне, на відміну від The Order: 1886, який він відчував, був» BioShock версія "епохи. Гравці зможуть налаштовувати свої персонаж з різними навичками і одягом. Адамс сказав, що «якщо ви хочете, бути Шерлоком Холмсом або стрілоком з Старого Заходу, або мисливецем на відьм з Східної Європи, у вас є вибір костюма, у вас є вибір зброї, у вас є вибір навичок.»
Hunt буде також нести «багато ДНК» з серії Darksiders. Адамс відзначив, що Hunt буде включати елементи «старої школи» свій жанр по — новому і має велику кількість різних істот і босів, як вороги, на відміну від «типового» шутера, який на думку Адамса, тільки, як правило, мають десяток різних ворогів. Він визнав, що його співробітники мали досвід роботи з Darksiders при розробці широкого кола різних типів ворогів. Адамс самостійно розробив 18 босів в Darksiders II. Hunt також буде використовувати процедурно генерувати карти і об'єкти, так що жодна дві місії не будуть схожі. Hunt буде зроблений на CryEngine.
30 липня 2014 року Crytek оголосила, що в рамках реструктуризації, розвиток Hunt: Horrors of the Gilded Age буде перенесена на Crytek Frankfurt і Crytek USA перестане працювати як студія, лише як постачальник підтримки США для ліцензіатів CryEngine. Kotaku повідомив, що велика частина співробітників студії, в тому числі Девід Адамс, покинув компанію у відповідь на прострочені платежі по заробітній платі Crytek.     Подібні проблеми виникли у Crytek UK, яка була закрита в той же день з продажем франшизи Homefront компанії Koch Media .
16 травня 2017 року, Crytek випустила тизер на YouTube оголошує гру ще знаходиться у виробництві з новою назвою «Hunt: Showdown». 12 жовтня 2017 року, Crytek показали через IGN First, що гра буде мати ранній доступ в Steam.  Замкнуте альфа-тест на комп'ютері, який почався 31 січня був оголошений 22 січня 2018.  Замкнуте альфа був завершений 22 лютого з випуском раннього доступу в той же день. Hunt: Showdown була випущена для Xbox Game Preview 29 травня 2019 року

## Випуск
Hunt: Horrors of the Gilded Age вперше було оголошено, щоб бета буде в кінці 2014 року, після чого планувалося випуск для PlayStation 4 і Xbox One. Спочатку планувалося що Hunt: Horrors of the Gilded Age буде безоплатним. Однак, Адамс зауважив, що гра буде мати « AAA» титул. Hunt: Horrors of the Gilded Age повинен був мати монетизованість лише по косметичній продукції та підвищення досвіду. Однак, коли гра запущена в Early Access 22 лютого 2018 року, вона була платною.
13 грудня 2014 року Crytek відклали бета-тестування, не даючи дату або діапазон, коли він може запуститись. Затримка була зумовлена переходом розвитку від їх студії в Остіні до своєї команди у Франкфурті.
Hunt: Showdown був запущений в вигляді раннього доступу 22 лютого, 2018.  Було оголошений в 2018 році на Gamescom, що гра вийде на Xbox One через свою програму Xbox Game Preview.
3 липня 2019 року Crytek оголосила на веб сайті гри, що офіційний реліз гри буде 27 серпня 2019 року, для Microsoft Windows. Офіційний реліз на Xbox One повинен був бути випущений в той же день, але був відкладений до 19 вересня 2019 року через технічні проблеми. А на PlayStation 4 вийшла 5 листопада 2019 року.

## Ігровий процес
На початку гри вам належить отримати безкоштовного персонажа, після чого ви телепортуєтесь в Луїзіанські болота один або разом з іншими гравцями. Незважаючи на велику кількість простих ходячих, на полювання відправляється безліч мисливців, задача яких — розправитися з головним босом і забрати трофей з його мертвого тіла. Після смерті ваш персонаж пропадає назавжди, і ви змушені купити іншого за внутрішньо ігрову валюту, отримати яку можна за вдале виконання контракту. Кожен персонаж володіє індивідуальними характеристиками, які можна розвивати в процесі гри.
Ознайомившись з зав'язкою, починається найцікавіше — реальна гра. Якщо задум розробників виглядає як логічний і інтригуючий, на ділі бачене кардинально відрізняється від задуманого. По–перше, Hunt Showdown — це дійсно гра про полювання. Тут вам потрібно вистежувати жертву, ступати обережно, не видаючи жодного зайвого звуку, так як монстри чують вас за милю, як і інші гравці. Досліджувати локації потрібно скрупульозно, адже на них можна знайти не тільки безліч ходячих, але й корисні боєприпаси, яких в грі мало. Після ви натикаєтеся на лігво головного боса — їх в грі два, і вони кардинально відрізняються один від одного. Ви спускаєтеся в обитель зла, і монстр «вітає» вас, лякаючи. Після починається спекотна перестрілка, в якій з легкістю втрачаєш не тільки весь боєзапас, а й власне життя, так як розправитися з босом справа не проста. Якщо у вас все вийшло і ви підібрали трофей з мертвої туші, не поспішайте радіти, адже з ним потрібно ще втекти. У цей час безліч інших гравців вже чекає вас на виході з підвалу. Як тільки вони побачать вас, відкриють вогонь, щоб забрати трофей і отримати за нього нагороду. Нічого не нагадує, username?
Hunt Showdown — це гра про точну стрільбу і хитрощі. Як і в славний ковбойський час, ви опинитеся в незвичних ситуаціях, згенерованих грою. Справа в тому, що після підбору трофея кожен мисливець на мапі дізнається про це. Той, хто підібрав трофей, світитися червоним, стаючи найяскравішою і найбільш привабливою точкою на карті. Стрілянина по вас відкривається з усіх боків, і вижити тут — справа вкрай важка. Найчастіше гравці не рухаються по сюжетних цілях гри, а просто відстрілюють один одного. Вмираєш тут за кілька пострілів, втрачаючи свого персонажа через кемпера, що засів в густій траві. Після всі підтягуються до лігва боса, оточуючи його ланцюгом з озброєних ковбоїв. Майже що поповзом намагаєшся вирахувати ворожі позиції і розправитися з мисливцями до того, як почнеться гонитва за трофеєм. Іноді сидіти в кущах доводиться довго, проте цікаво — ніколи не знаєш, звідки тобі всадять кулю між очей.
Стрільба в грі добре відчутна. Візуальний і звуковий супровід знаходиться на висоті, та й з механіками немає ніяких проблем. У грі є багато зброї, і кожен гравець зможе підібрати ствол під себе. Всі пушки — старе ковбойське озброєння з довгою перезарядкою. При цьому багато з них кастомізовані — навіть простий револьвер може перетворитися в «кулемет» з величезною кількістю боєприпасів.
У грі є величезна карта, брати квести на якій можна як вдень, так і вночі. У темний час доби вам доведеться бути більш обачним, а також дбати про хороше освітлення, яке часто стає причиною загибелі. Болота вночі не надто доброзичливі, тому елемент survival horror тут виражений якнайкраще. Не виключений в Hunt Showdown і донат. Купувати крутих персів можна за реальні гроші, як і просунуте спорядження. При цьому, розробники постійно випускають нові доповнення до гри, або в грі проходять івенти, в результаті чого можна безкоштовно отримати унікальні скіни мисливців або зброї.

## Доповнення
Гра містить наступний платний завантажувальний зміст:
- Legends of the Bayou (дата випуску — 27.08.2019) Містить легендарних мисливців Bone Doctor та Weird Sister, легендарний скін на зброю Copperhead для Nagant M1895, легендарний скін Blood Oath для ножа;
- Llorona's Heir (дата випуску — 18.10.2019) Містить легендарного мисливця Ла Йорона;
- Last Gust (дата випуску — 18.10.2019) Містить легендарний скін Last Gust для Winfield M1873 Swift;
- The Phantom (дата випуску — 18.10.2019) Містить легендарного мисливця The Phantom;
- The Researcher (дата випуску — 18.12.2019) Містить легендарного мисливця The Researcher;
- The Rat (дата випуску — 18.12.2019) Містить легендарного мисливця The Rat;
- Zhong Kui (дата випуску — 23.01.2020) Містить легендарних мисливців Dead Blessing та Zhong Kui, легендарний скін Blood Orchid для мачете;
- Fire Fight (дата випуску — 13.02.2020) Містить легендарні скіни Algiers Phoenix для Heavy Knife та Fire Torn для Sparks LRR;
- Louisiana Legacy (дата випуску — 27.04.2020) Містить легендарні скіни Mountain Air для Vetterli 71 Karabiner та Antebellum Wit для Romero 77 Handcannon;
- The Arcane Archaeologist (дата випуску — 06.05.2020) Містить легендарного мисливця The Archaeologist та легендарний скін Mesa Updraught для Vetterli 71 Karabiner Deadeye;
- Crossroads (дата випуску — 13.05.2020) Містить легендарні скіни Rite of Passage для Dolch 96, Shellback для Bomb Lance, Baptismal Blood для Mosin-Nagant M1891 Avtomat, Sinner's Prayer для Nitro Express Rifle;
- The Revenant (дата випуску — 28.07.2020) Містить легендарного мисливця The Revenant та легендарний скін Snake Eyes для Caldwell Conversion Uppercut;
- Double or Nothing (дата випуску — 11.08.2020) Містить легендарні скіни Jekyll and Hyde для двох Caldwell Pax, Dead Ringers для двох LeMat Mark II, Dusk and Dawn для двох Nagant M1895 Silencer;
- Live by the Blade (дата випуску — 13.10.2020) Містить легендарні скіни Reaper's Hand для Heavy Knife, Malice для бойового топора, Farrier's Fist для кастету, The Rasp для Knuckle Knife;
- Ronin (дата випуску — 14.12.2020) Містить легендарного мисливця Ronin, легендарні скіни Seinan Sharpshooter для Springfield 1866, The Tanto для ножа;
- The Trick Shooter (дата випуску — 21.01.2021) Містить легендарного мисливця Carter, легендарні скіни Carter's Quickshot для Specter 1882 Compact, Bear's Leg для Winfield M1873 Vandal Deadeye;
- Spirit of Nian (дата випуску — 11.02.2021) Містить легендарних мисливців North Star та The Sovereign, легендарні скіни Sniper's Gift для Nagant M1895 Officer Carbine, Fire Monkey для сигнальних шашок, Dragon's Song для Blank Fire Decoys;
- The Prodigal Daughter (дата випуску — 22.03.2021) Містить легендарного мисливця The Prodigal Daughter, легендарні скіни The Harbinger для Caldwell Pax, The Reckoning для Sparks LRR;
- The Wolf at the Door (дата випуску — 28.03.2021) Містить легендарні скіни Rougarou для Mosin Nagant M1891 Obrez, Once Bitten для Lebel 1886 Marksman, Blood Moon для Crown & King Auto-5, Midnight Howl для Caldwell Conversion Uppercut;
- The Committed (дата випуску — 26.05.2021) Містить легендарного мисливця Henry Monroe, легендарні скіни Pane для ножа, Lock and Key для Romero 77;
- The Beast Hunter (дата випуску — 24.06.2021) Містить легендарного мисливця The Beast Hunter, легендарні скіни The Bark для Romero 77 Hatchet, The Bite для арбалету;
- Through The Bone Briar (дата випуску — 29.07.2021) Містить легендарного мисливця Cain, легендарні скіни Nightmare для Winfield M1873C Vandal Striker, Bone Briar для Specter 1882 Bayonet.